# Tarphonomus
Tarphonomus är ett fågelsläkte i familjen ugnfåglar inom ordningen tättingar. Släktet omfattar endast två arter med utbredning i Sydamerika dels i Anderna i södra Bolivia , dels i Gran Chaco från sydöstra Bolivia och västra Paraguay till centrala Argentina:
- Boliviabuskkrypare (T. harterti)
- Chacobuskkrypare (T. certhioides)

Släktet inkluderades tidigare i Upucerthia.